# Додж-Сити (фильм)
«Додж-Сити» (англ. Dodge City) — американский цветной вестерн 1939 года с Эрролом Флинном и Оливией де Хэвилленд в главных ролях.

## Сюжет
После того, как новая железнодорожная ветка связала Додж-Сити в штате Канзас с другими уголками Америки, город начинает стремительно расти. Спустя шесть лет в нём процветает беззаконие, насилие и преступность, а всеми делами в городе заправляет бандит и любитель наживы Джефф Саррет.
Однажды в Додж-Сити вместе со своими приятелями Расти Хартом и Тексом Бёрдом прибывает одинокий ковбой Уэйд Хаттон, которому поручено продать на аукционе скот. Саррет, заклятый враг Хаттона, хочет стать его единственным покупателем, но тот отказывается иметь дело с бандитом.
После того как по приказу Саррета выстрелом в спину убивают одного из желающих совершить покупку скота, горожане Додж-Сити просят Хаттона взять на себя обязанности шерифа. Сначала он отказывается, но вскоре в уличной перестрелке погибает ребёнок, и тогда Хаттон надевает значок шерифа и вместе со своими людьми начинает кампанию по очистке города от преступников.
Когда репортёр Джо Клеменс находит неопровержимые улики против Саррета, кажется, что закон и порядок вот-вот восторжествуют в городе. Однако прежде чем Клеменсу удается обнародовать собранные им данные, люди Саррета убивают его. Единственным человеком, который может свидетельствовать против бандита и тем самым помочь отправить его за решётку, остаётся Эбби Ирвинг, племянница местного врача, которую к тому времени успел полюбить Хаттон.
Ради безопасности девушки он убеждает её уехать из города и затем арестовывает некоего Янси, прихвостня Саррета. Чтобы уберечь свидетеля от расправы горожан, Хаттон отправляет Янси прочь из Додж-сити на том самом поезде, которым собирается уезжать Эбби. Как только поезд оказывается за пределами города, на него нападают Саррет и его приспешники. Они поджигают состав и запирают Расти, Эбби и Хаттона в горящем вагоне. К счастью, всем троим удается спастись и убить Саррета. Таким образом, справедливость восторжествовала, а обстановка в Додж-сити наладилась.

## В ролях
- Эррол Флинн — Уэйд Хаттон
- Оливия де Хэвилленд — Эбби Ирвинг
- Энн Шеридан — Руби Гилман
- Брюс Кэбот — Джефф Сарретт
- Фрэнк Макхью — Джо Клеменс
- Алан Хейл — Расти Харт
- Джон Лител — Мэтт Коул
- Гуинн Уильямс — Текс Берд
- Генри Трэверс — доктор Ирвинг
- Виктор Джори — Янси
- Уильям Ландигэн — Ли Ирвинг
- Глория Холден — миссис Коул
- Дуглас Фоули — Мангер
- Чарльз Хэлтон — адвокат Джеффа Сарретта